# Yom (clarinettiste)
Pour les articles homonymes, voir Yom.
 (octobre 2020).
Si vous disposez d'ouvrages ou d'articles de référence ou si vous connaissez des sites web de qualité traitant du thème abordé ici, merci de compléter l'article en donnant les références utiles à sa vérifiabilité et en les liant à la section « Notes et références ».
Guillaume Humery, dit Yom est un compositeur et clarinettiste né le 26 mars 1980 à Paris.

## Biographie
En 1985, à cinq ans, Yom entend Pierre et le Loup de Sergueï Prokofiev. Il affirme alors à ses parents sa volonté de jouer de la clarinette. Yom débute à l’école de musique de son quartier : d’abord la flûte à bec, puis la clarinette qu’il joue de sa main gauche, alors que le professeur joue la droite.  En 1990, il entre au conservatoire à rayonnement régional de Paris où il est formé par le clarinettiste et compositeur Franck Séguy et par Richard Vieille ; il en obtient le premier prix de clarinette en 1997. 
Yom s'adonne alors à son autre passion : le klezmer. Pour Yom, cette musique des joies et des peines ashkénazes est un lien entre la judaïté maternelle et l'héritage instrumental de son grand-père clarinettiste[réf. souhaitée]. Il entre dans l'Orient Express Moving Shnorers qui devient Klezmer Nova en 2001. Il tournera avec les groupes jusqu'en 2007, période à laquelle il décide de se consacrer à des projets plus personnels.
Son premier album New King of Klezmer Clarinet paraît en 2008. Il y enfilait le costume clinquant de son idole Naftule Brandwein. Yom a ensuite mis de côté le sur-mesure pour s’aventurer sur un terrain plus personnel avec l'album « Unue » paru en 2009, album de duos avec des musiciens tels que Denis Cuniot, Wang Li, Ibrahim Maalouf, Farid D, etc.
2010-2011, signe un nouveau tournant dans son parcours, la naissance de son groupe les Wonder Rabbis avec lequel Yom enfile un nouveau costume, celui d’un super-héros venu répandre son amour pour la musique, qu’elle vienne d’Europe de l’Est ou d’influences plus électriques et actuelles.
En parallèle, les échanges avec Wang Li, joueur de guimbarde chinois, se poursuivent et donnent naissance à l’album Green Apocalypse (2012).
Tout en travaillant à de nouvelles créations avec des formations diverses (Le Silence de l’Exode, les Yiddish Cowboys…), Yom poursuit ses expérimentations, et livre en septembre 2013 un cinquième album au son électro, The Empire of Love.
En 2018, sur l'album Prière, il collabore avec l'organiste de l'église Saint-Eustache Baptiste-Florian Marle-Ouvrard qui joue sur l'orgue de la Philharmonie de Paris. L'album est conçu comme une pièce unique néanmoins découpée pour faciliter l'écoute.

## Discographie

### Sous son nom
- 2004 : The Golem on the Moon (sous le pseudonyme Yomguih), en duo avec le pianiste Denis Cuniot (Buda Musique).
- 2008 : New King of Klezmer Clarinet en hommage à Naftule Brandwein (Buda Musique).
- 2009 : Unue[6] (Buda Musique).
- 2011 : With Love[7], Yom et The Wonder Rabbis (Buda Musique).
- 2012 : Green Apocalypse[8] en duo avec le joueur de guimbarde Wang Li (Buda Musique).
- 2013 : The Empire of Love (Jazz Village).
- 2014 : Le Silence de l'exode[9] avec Claude Tchamitchian (contrebasse), Farid D (violoncelle) et Bijan Chemirani (Zarb, Daf, Bendir - Buda Musique).
- 2016 : Songs For The Old Man[10] avec Guillaume Magne, Sylvain Daniel et Mathieu Penot (Buda Musique).
- 2018 : Prière en duo avec Baptiste-Florian Marle-Ouvrard — orgue (Buda Musique).
- 2018 : You Will Never Die![11], Yom et The Wonder Rabbis (Buda Musique).
- 2021 : Celebration, avec le pianiste Léo Jassef (Komos).
- 2023 : Alone in the light, avec le pianiste Léo Jassef (Planètes Rouges)

### Avec l'Orient Express Moving Shnorers
- 2001 : Klezmer Nova

### AvecKlezmer Nova
- 2003 : Delicatessen, Philips Records

### AvecOlivia Ruiz
- 2005 : La Femme Chocolat, Polydor